# Nachl

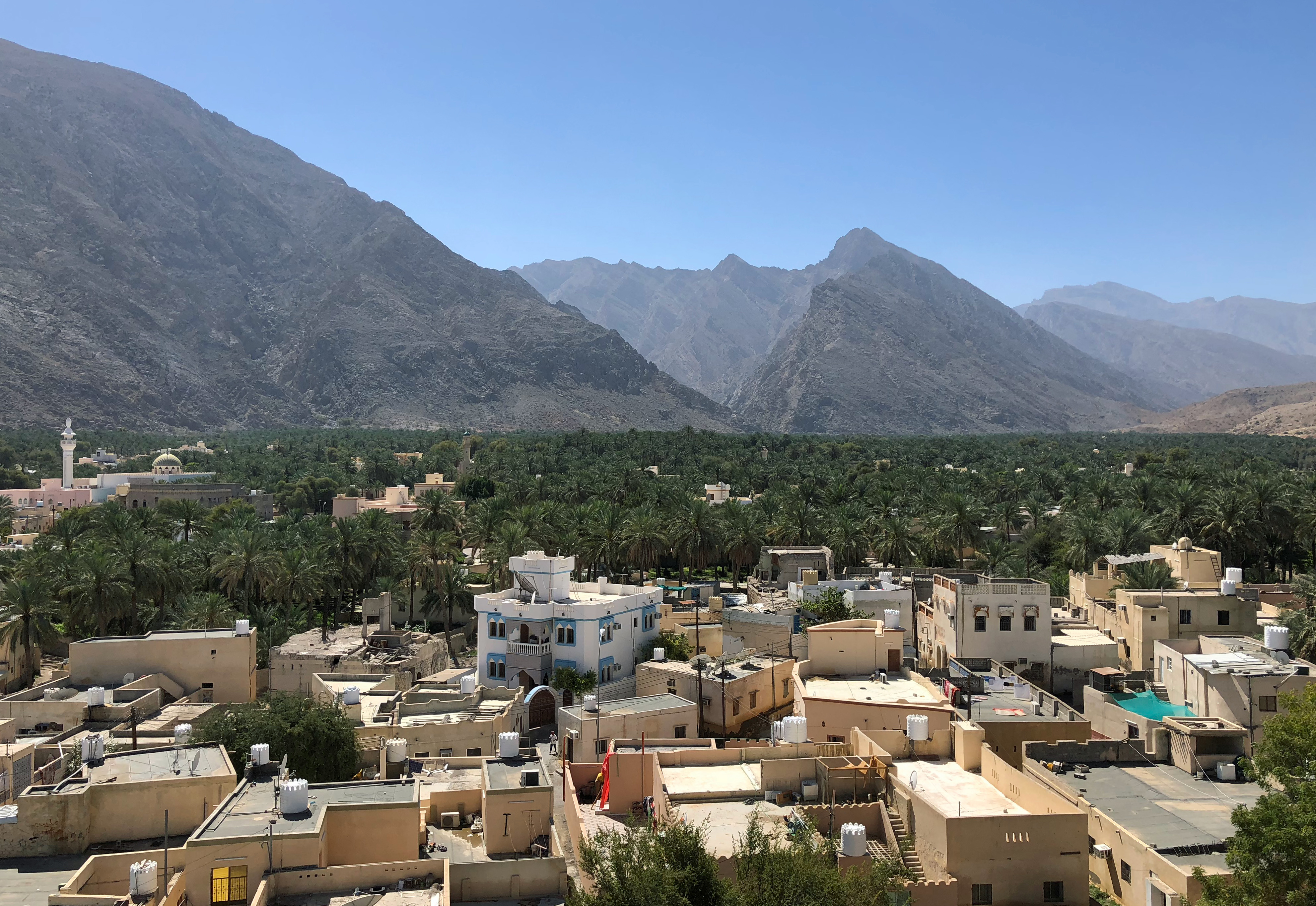
Blick vom Fort nach Süden in die Berge

Nachl (arabisch نخل, DMG Naḫl; engl.: Nakhal) ist eine historische Stadt in Oman am Nordrand des Hadschar-Gebirges, die zur fruchtbaren Küstenebene al-Batina gehört. Bekanntheit hat die Stadt für ihre heißen Quellen Ain A'Thawwarah und das Nachal Fort (arabisch قلعة نخل Qalʿat Nachl), eine große Festung, die ein Museum beherbergt. Nachl ist ca. 120 Kilometer westlich der Hauptstadtregion Maskat gelegen. Nachl gehört zum Gouvernement Dschanub al-Batina.

## Geschichte der Festung
Die Festung Husn al-Him war wohl bereits in der vorislamischen Zeit vorhanden und ist seitdem etliche Male restauriert und renoviert worden. Im 17. Jahrhundert wurde sie von omanischen Architekten neu errichtet. 1834 wurde sie durch Imam Said bin Sultan renoviert. 1990 wurde sie vollständig restauriert. Imame der Wadi Bani Kharous und der Yaruba-Dynastie residierten in der Vergangenheit in der Festung.

## Fort von Nachl

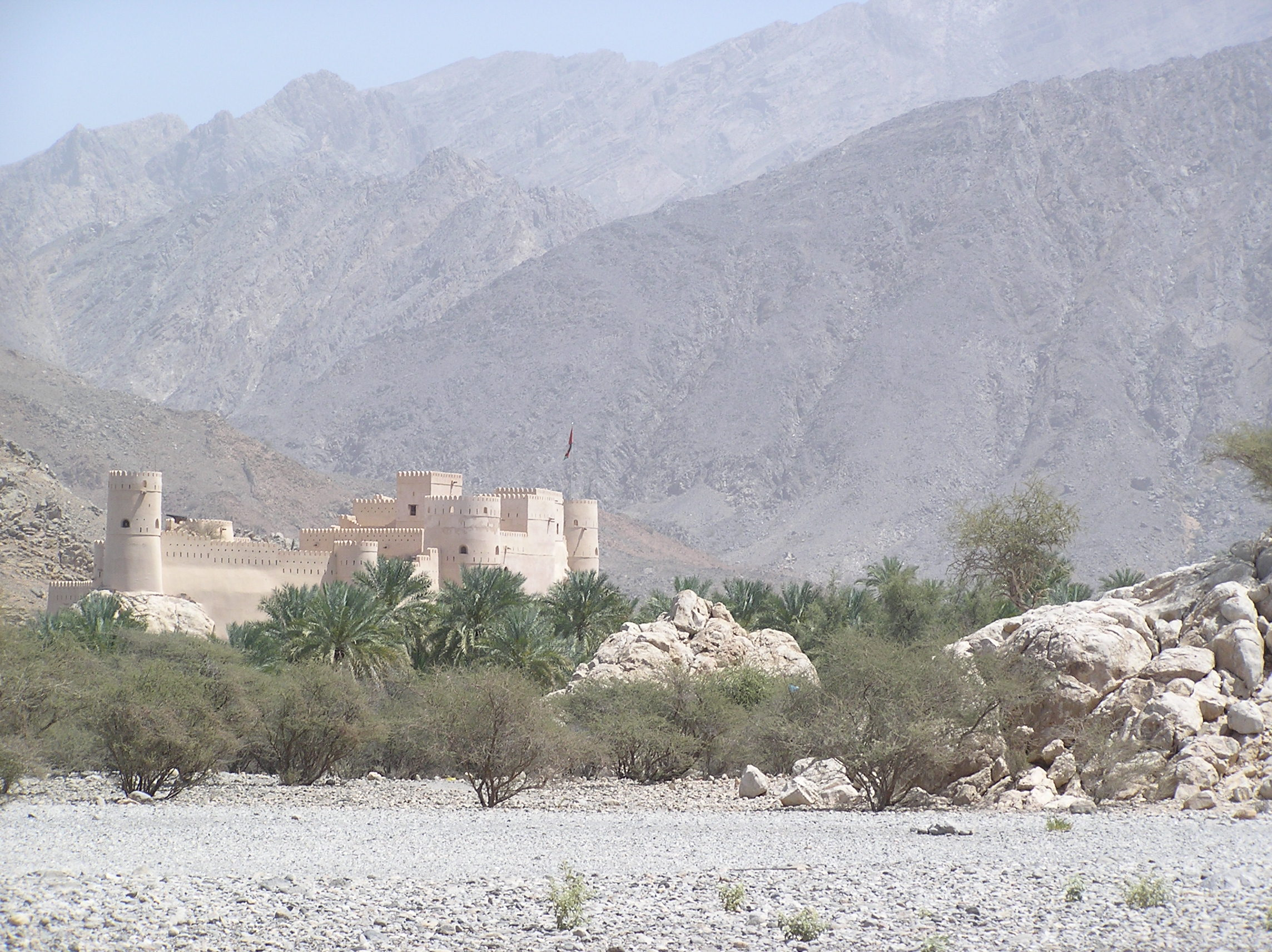
Das Fort von Norden

Die Festung bewacht den Eingang zum Wadi ar-Raqim. Sie liegt zu Füßen des Berges Dschebel Nachl, der zum westlichen Hadschargebirge gehört. Die Festung ist im traditionellen omanischen Stil erbaut und hat die Besonderheit, dass sie auf und um einen nicht bearbeiteten Felsen herum gebaut wurde. Das Museum, das das Fort heute beherbergt, stellt historische Waffen, Möbel und Gegenstände des Handwerks aus.

## Persönlichkeiten
Nachl ist Heimatstadt des internationalen Fußballschiedsrichters Abdullah al-Hilali (* 1970).